# Huangsha (köpinghuvudort i Kina, Shaanxi, lat 33,13, long 106,79)
Huangsha är en köpinghuvudort i Kina. Den ligger i provinsen Shaanxi, i den nordvästra delen av landet, omkring 230 kilometer sydväst om provinshuvudstaden Xi'an. Antalet invånare är 9 871. Befolkningen består av 5 014 kvinnor och 4 857 män. Barn under 15 år utgör 14,0 %, vuxna 15-64 år 74 %, och äldre över 65 år 10,0 %.
Runt Huangsha är det ganska tätbefolkat, med 166 invånare per kvadratkilometer. Närmaste större samhälle är Nanzheng Xian, 19,7 km sydost om Huangsha. I omgivningarna runt Huangsha växer i huvudsak blandskog.
Genomsnittlig årsnederbörd är 1 000 millimeter. Den regnigaste månaden är juli, med i genomsnitt 211 mm nederbörd, och den torraste är december, med 2 mm nederbörd.